# Антуан Гастон де Роклор
Антуан Гастон де Роклор (фр. Antoine-Gaston de Roquelaure; 1656 — †6 травня 1738) — військовий та державний діяч Французького королівства, маршал Франції, пер Франції, 2-й герцог Роклор, маркіз де Лаварденс і де Біран, граф Астарак, де Монфор, Понжибо і де Гор, барон де Капенду, де Монтеск'ю, де Сен-Бартелемі де Канкон, де Кассенуй, де Шампшев'єр, дю Монтей-Желат, де Прадмер та де Бузодон.

## Життєпис
Походив з гасконського аристократичного роду Роклор. Син Гастона-Жана-Батіста де Роклора, 1-го герцога Рокелера, і Шарлотти Дайон дю Люде. За свідченнями Луї де Сен-Сімона, він був «жартівником за професією, надзвичайно світським; він іноді говорив добрі слова і навіть про себе». Замолоду полюбляв розваги, пустощі та бенкети, деякий час входив до так званої «секти холостяків».
Розпочав військову кар'єру під час Деволюційної війни, отримавши 1668 року звання капітана кінноти. Під час Голландської війни 1674 року отримав звання местре-де-камп (на кшталт полковника) Королівського кіннотного пікардійського полку. 1675 року звитяжив у битві біля Альтенгайму. 1677 року служив під орудою маршала Франсуа-Анрі Монморансі-Люксембурга. Потім до 1678 року брав участь у кампаніях Франсуа де Крекі, зокрема битві біля Кокерсбергу та облозі Фрайбургу.
1683 року після смерті батька успадкував усі його титули й володіння. Невдовзі стає герцогом-пером. 1685 року призначається губернатором Шампані. Відзначився у війні Аугсбурзької ліги. 1689 року отримав звання бригадира, 1691 року стає табірним маршалом (на кшталт генерал-майора), відзначившись у битві біля Льозе. 1692 року звитяжив при облозі Намюра та в битві біля Стенкерке. 1693 року відзначився у битві при Неервіндені. 1696 року  стає генерал-лейтенантом.
З початком війни за іспанську спадщину відправлений до Фландської армії під головуванням герцога Людовика Бургундського. 1704 року брав участь у рейнській кампанії. 1706 року призначення командувачем і губернатором в Лангедоці, де тривало повстання протестантів (камізарів). 1709 року в битві біля Віваре завдав поразки основним силам повсталих та придушив заворушення в Севеннах. Після того, як англійці 1711 року висадилися в Лангедоку з 28 кораблями і близько 3 тис. вояків для підтримки протестантів і захопили міста Сет і Агд, Антуан Гастон де Роклор зміг утримувати важливі фортеці в Севенні, поки Адрієн де Ноайль не прийшов на допомогу. За цим де Роклор остаточно приборкав повстання камізарів.
1721 року призначено губернатором Провансу. Попередив сільські заворушення в провінції. 2 лютого 1724 року він був зведений до гідності маршала Франції. Того ж року почав зводити Готель Роклор. 2 лютого 1728 року став кавалером ордена Святого Духа. Помер 1738 року в Парижі.

## Родина
Дружина — Марі-Луїза, донька Гі-Урбана де Лаваль-Монморансі.
Діти:
- Франсуаза (1683—1740), дружина Луї де Роан-Шабо, принц Леон і герцога Роан
- Єлизавета (1696—1752), дружина Шарля-Луї де Лоррена, графа Марсана